# Tirano Banderas
Tirano Banderas é um romance do escritor espanhol Ramón María del Valle-Inclán, publicado em 1926. A obra pertence ao chamado ciclo esperpêntico do autor, iniciado em 1920.
O tema do livro é uma revolução que objetiva derrubar o cruel General Santos Banderas, que governa o país tropical fictício de Santa Fé de Tierra Firme, banhado pelo Oceano Pacífico. O período pode ser situado por volta de 1880. Santa Fé de Tierra Firme é descrita como um amálgama de diversas regiões diferentes da América Latina; na obra aparecem mares, montanhas, desertos, pântanos e planícies; lhamas, cavalos e bois; índios, negros, mestiços, criollos e estrangeiros; citam-se festas, trajes e costumes tradicionais de várias regiões diferentes; o texto está recheado de americanismos, cuja origem vai desde a Argentina até o México, país visitado pelo autor muitos anos antes; o tratamento oscila entre tu, usted e vos. Essas alusões às variadas culturas do continente tem o objetivo de mostrar que o autor não fala de um país latino americano em particular, mas de todos ao mesmo tempo.
A linguagem se alterna entre culta, coloquial, chula, rebuscada, retórica e oficialesca, conforme o personagem e a situação específica. Aparece um grande número de neologismos. Banderas fala sempre de si na terceira pessoa, como se fosse um mito. O autor também inova na pontuação, com uso consecutivo dos dois pontos (":"), como se estivesse fazendo uma exposição dentro de outra exposição.
Por muitos anos, o romance foi considerado uma obra ímpar, uma experiência única, impossível de classificar por meio dos esquemas existentes da teoria literária, pois combina o tom épico com a crítica social, a franca paródia e situações exageradas e/ou absurdas, a crueldade e o lirismo. Atualmente, é considerada uma obra-prima da literatura pós-modernista , e um dos romances mais importantes do século XX em língua espanhola; um romance que se apresenta ao mesmo tempo como uma obra socialmente engajada e uma experiência literária esteticamente perfeita e renovadora.
O romance é narrado na terceira pessoa por um narrador observador. O texto é dividido em sete partes, cada parte é dividida em livros, e cada livro é dividido em pequenos quadros. O autor incluiu também um prólogo proléptico e um epílogo contemporâneo a este. Nas primeiras partes, os diversos personagens vão sendo apresentados e a situação política da república vai sendo descrita por meio do foco da narrativa em alternados ambientes: a fortaleza, o consulado espanhol, o bordel, a prisão, a fazenda, etc.. O conteúdo do texto nunca perde a característica de descrição do caráter dos personagens para centrar-se na sucessão dos eventos da luta revolucionária; estes vão sendo narrados aos poucos até atingir-se o desfecho final. Toda a trama cabe no espaço de tempo de dois dias consecutivos.
A grande unidade de tempo e espaço, o estilo narrativo impessoal, conciso e cheio de diálogos curtos, a ação ininterrupta e as reviravoltas do enredo aproximam a obra a um filme cinematográfico. Pelo conteúdo, é uma fábula, pertencente ao grupo de narrativas que se chamou depois de romance do ditador, das quais são exemplos o Facundo, de Domingo Faustino Sarmiento, O senhor presidente, de Miguel Ángel Asturias e O outono do patriarca, de Gabriel García Márquez.
O livro foi usado como base para um filme dirigido por José Luis García Sánchez, com Gian Maria Volonté e Ignacio Lópes Tarso em 1993: El tirano Banderas.

## Enredo

### Enredo principal
O General Santos Banderas governa com mão de ferro a república de Santa Fé de Tierra Firme, mantendo o povo submisso através do terror. Enfrenta a oposição dos progressistas, que reivindicam que se faça uma reforma agrária, com a concessão de propriedade aos camponeses. Banderas tolera apenas manifestações de oposição tímidas e restritas a recintos fechados. Alguns camponeses já se sublevaram e organizaram guerrilhas no campo. Alguns fazendeiros também desejam sua deposição, embora não se arrisquem a executar nenhum movimento às claras, pois a repressão aos inimigos é sempre violenta. Penas de morte, castigos corporais e humilhações são comuns; a justiça é sumária. Os assessores do tirano também não o apreciam, mas o adulam e obedecem cegamente às suas ordens. A colônia espanhola apóia o tirano, pois ele protege seus interesses econômicos em troca de financiamento, que é usado para manter de pé a estrutura repressiva. Os representantes diplomáticos desprezam tanto o povo local quanto a Banderas, mas seus governos formalmente apóiam o tirano.
O Coronel Domiciano de la Gándara conspira em silêncio, mas o general desconfia dele há tempos. Uma tarde, bêbado, comete um pequeno delito, o que fornece ao General um pretexto para prendê-lo. A ordem de prisão é expedida secretamente, mas no mesmo dia, à noite, quando conforme seus hábitos, visita o bordel da cidade, o Coronel é avisado por uma prostituta clarividente da ameaça que pesa sobre ele, e foge. O Coronel de la Gándara procura, então, o amigo Filomeno Cuevas, um dos fazendeiros que vêm se organizando para depor Banderas. Filomeno o abriga em sua propriedade e planeja mandá-lo ao encontro dos grupos guerrilheiros, mas seus sentinelas avisam que o governo já havia despachado uma patrulha no encalço de de la Gándara. Filomeno decide, então, alçar-se também em luta, levando junto com ele seus peões.
Os diplomatas estrangeiros posicionam-se com dubiedade frente à situação do país. O encarnecimento da luta provoca o aumento da repressão por parte do General, o que suscita preocupações humanitárias, mas ao final o corpo diplomático consegue produzir apenas um documento tíbio de recomendações ao governo, que nem mesmo uma crítica explícita contém. O legado da Espanha, o Barão de Bernicalés, mantém total neutralidade: nada faz para derrubar o tirano nem atende aos pedidos de dinheiro para financiamento da defesa.
Ao final, Banderas percebe que será derrotado, mata a punhaladas sua filha louca e aparece à janela, onde é alvejado pelos atiradores inimigos. Seu corpo é retalhado e espalhado pelos quatro cantos do país.

### Enredos secundários
Ao lado do enredo principal, caminham enredos secundários que têm a função de completar a caracterização dos personagens e da situação do país. Um dos enredos secundários envolve o Ministro Plenipotenciário da Espanha, o Barão de Bernicalés. Outro envolve o artesão Zacarias San José. São dois personagens que não fazem parte do círculo próximo ao tirano, mas cuja história ilustra o comportamento das classes sociais que não estavam envolvidas diretamente no conflito.
O Barão procura a todo custo manter a neutralidade de seu país, apesar das pressões do governo e da colônia espanhola. O General busca meios de fazê-lo comprometer-se com sua causa e fornecer-lhe o dinheiro de que precisa para manter-se no poder. As tentativas de sensibilizá-lo, feitas pelo enviado do tirano, Dom Celes Galindo, falham e Banderas pede ao Inspetor Salamanca que investigue a vida pessoal do diplomata. Um dia, a polícia prende o toureiro Currito Mi-Alma por homossexualismo, e ao revistar sua casa descobre cartas que revelam que ele é amante do Barão. Segue-se uma tentativa, ainda feita pelo intermédio de Dom Celes, de chantagear o diplomata, que falha graças à frieza e à habilidade deste.
Zacarias San José é um ceramista que vive com a esposa e o filho recém-nascido em seu rancho, alheio à efervescência dos acontecimentos do momento. Abriga o Coronel de la Gándara em fuga, e o conduz de canoa até a fazenda de Filomeno Cuevas. O Coronel, face à extrema pobreza do amigo, dá a seu anel de brilhante, para que o penhore e consiga dinheiro para alimentar o garoto durante a ausência do marido. Na loja de penhores, o anel é reconhecido pelo proprietário, Quintín Pereda, que conclui que ele teria sido roubado do Coronel. Em vista disso, toma-o da mulher, sob ameaça de denunciá-la à polícia, e obriga-a a aceitar por ele um valor muitíssimo inferior ao real. Pouco depois, ao saber que de la Gándara é agora um fugitivo da lei, denuncia a mulher de Zacarias San José à polícia. os policiais vão ao rancho e prendem a camponesa, impedindo-a de levar o filho com ela. Ao voltar da fazenda de Cuevas, Zacarias encontra os restos do corpo do filho, que havia sido morto e devorado pelos porcos e pelos urubus. Dirige-se então à cidade, onde se embebeda e informa-se a respeito da mulher. Ao saber que ela havia sido presa por denúncia de Pereda, vai em busca de vingança. Após enforcar Pereda e arrastá-lo em seu cavalo pela cidade, volta à fazenda de Filomeno Cuevas, disposto a aderir à revolução.

## Personagens
General Santos Banderas - O tirano, herói da luta pela independência, é frio e cruel. Com a mesma indiferença ordena fuzilamentos e observa o ceú com sua luneta, manda chantegear diplomatas e brinca do jogo da rã.
Demonstra ternura, no entanto, com sua filha louca.
Celestino Galindo - Ou Don Celes, rico gachupín (ou seja, espanhol de nascimento), faz a ponte entre o tirano e os interesses da colônia espanhola.
Abílio de Valle, prefeito da cidade, e Coronel López de Salamanca, chefe de polícia - Executores principais das ordens do tirano.
Barão de Bernicalés - Embaixador espanhol, o principal diplomata estrangeiro em Santa Fé.
Coronel Domiciano de la Gándara - Oficial do regime, conspira em silêncio. Após, bêbado, quebrar alguns copos na venda de Dona Lupita, fornece o pretexto para a sua prisão pelo tirano.
Filomeno Cuevas - Fazendeiro que organiza a oposição dos pares ao governo.
Roque Cepeda, político de oposição, e Sánchez Ocaña, advogado - Principais intelectuais da rebelião.
Nacho Veguillas - Advogado próximo ao tirano que cai em desgraça por suspeitarem de ter revelado a de la Gándara que este seria preso.
Zacarias San José - Artesão que dá abrigo a de la Gándara em sua fuga, conduzindo-o à fazenda de Cuevas. Na sua ausência, a esposa é presa polícia e o filho recém-nascido, deixado para trás, é devorado pelos porcos. Mata o delator, Quintín Pereda, e associa-se aos revolucionários, levando como talismã os restos do filho morto.

## Análise

### Estrutura
Em geral, o engajamento político é estranho às obras das vanguardas artisticas. De modo a obter um alto grau de acabamento e/ou inovação do ponto de vista estético, os autores optam por  O grande mérito de Tirano Banderas é ter conseguido a fusão de ambas.
O objeto do livro não é relatar ou romancear os eventos de uma determinada revolução ou ditadura, e sim examinar o processo de dominação em si. O autor lança mão de técnicas sofisticadas para transcender tempo e espaço particulares e atingir o universal. A mais abstrusa é, provavelmente, a estrutura do romance, considerada a sua divisão em partes e livros: a parte central, de número 4, possui 7 livros; as outras partes possuem 3 livros cada; prólogo e epílogo possuem apenas um livro cada um. Essa organização está ilustrada na tabela abaixo.
| Parte  | Prólogo | Parte 1 | Parte 2 | Parte 3 | Parte 4 | Parte 5 | Parte 6 | Parte 7 | Epílogo |
| Livros | 1       | 3       | 3       | 3       | 7       | 3       | 3       | 3       | 1       |

Se cada um dos livros de cada parte for marcado de acordo com a aparição ou não de Banderas na narrativa, tem-se a seguinte estrutura:
| Parte   | Prólogo | Parte 1 | Parte 2 | Parte 3 | Parte 4 | Parte 5 | Parte 6 | Parte 7 | Epílogo |
| Livro 1 | não     | sim     | não     | não     | não     | não     | sim     | sim     | sim     |
| Livro 2 |         | não     | não     | não     | não     | não     | não     | não     |         |
| Livro 3 |         | sim     | sim     | não     | não     | não     | não     | sim     |         |
| Livro 4 |         |         |         |         | não     |         |         |         |         |
| Livro 5 |         |         |         |         | não     |         |         |         |         |
| Livro 6 |         |         |         |         | não     |         |         |         |         |
| Livro 7 |         |         |         |         | não     |         |         |         |         |

As tabelas acima evidenciam a complexa estrutura que o autor criou:
1. Cada segmento à esquerda corresponde a um segmento à direita: prólogo corresponde a epílogo, parte 1 corresponde à parte 7, e assim por diante;
2. Alguns segmentos apresentam simetria com relação ao segundo livro, outras não; os segmentos que não apresentam essa simetria formam pares que coincidem com o emparelhamento acima;
3. Nos pares de segmentos que não apresentam simetria com relação ao segundo livro (prólogo/epílogo e parte 2/parte 6) acontece inversão com relação ao atributo de presença de Banderas na narrativa.
4. O centro da estrutura coincide com o centro geométrico do livro: o livro 4 da parte 4.

A simetria invertida da estrutura aparece também no conteúdo. Por exemplo, no livro 3 da parte 2 (A orelha da raposa), o General congratula o Inspetor Salamanca pela prisão do opositor Roque Cepeda após um comício, e recomenda que "não tema exceder-se" no tratamento a ser dispensado ao prisioneiro; no livro 1 da parte 6 (Lição de Loyola), que é o correspondente simétrico na estrutura, o General visita Dom Roque na prisão, pergunta ao carcereiro se ele estava sendo tratado com a devida consideração e oferece a mão ao prisioneiro, que a recusa com ironia. Esse par de episódios fornece uma imagem em pequena escala da imagem principal do romance: a reviravolta na sorte de Santos Banderas.
Essa reviravolta na fortuna do tirano reflete-se na mudança da força motriz dos acontecimentos. A ação começa muito centrada em Banderas: as pessoas gravitam em torno do tirano, odiando-o, temendo-o, adulando-o ou evitando-o. A partir do meio do livro, são os revolucionários que provocam os eventos, e o General passa a apenas respondes a eles.
O centro geométrico do livro, o livro 4 da parte 4 (O honrado gachupín) narra a visita de Quintín Pereda à delegacia para denunciar Zacarias San José e a consequente prisão da esposa deste; tais eventos resultaram depois na morte do bebê, na violenta vingança do Cruzado e na sua adesão à causa da revolução. Não é o acontecimento decisivo da história, mas provavelmente aquele com a maior intensidade emocional.
A simetria também está presente com relação a determinados pares de personagens. Por exemplo, a ex-prostituta Lupita, que vende limonada na rua e a prostituta Lupita, que trabalha no bordel. O General crê que a primeira possui poderes divinatórios; quando ela se queixa do Coronel ter quebrado alguns de seus copos, fornece-lhe o pretexto que precisava para mandar prender o suposto traidor; a segunda avisa o Coronel do perigo que corre, depois de ler os pensamentos de um cliente.

### Visões diferentes
Os diferentes personagens ilustram as diferentes concepções de mundo e as diferentes reações à ditadura: o cinismo e o amoralismo do círculo próximo a Banderas, o idealismo dos intelectuais, os códigos de honra e as superstições das pessoas mais simples.

### Esperpentos
São exemplos de esperpentos presentes no livro:
1. A desumanização de alguns personagens: Banderas e seu círculo de assessores são excessivamente cruéis e frios; o comerciante Pereda é incrivelmente desleal e ganancioso.
2. Estranhezas, como a transformação de um antigo convento em fortaleza e as similaridade entre as duas Lupitas;
3. A presença de personagens caricatos, como o mesmerista alemão Michaelis Lugín, a prostituta clarividente Lupita a Romântica, a vendedora de sucos Dona Lupita e o licenciado Nacho Veguillas.
4. A literaturização da linguagem coloquial, aqui tomada de todas as partes da América Latina.
5. A presença contínua da morte na narrativa.
6. A mensagem de crítica social.